# アスタリール
アスタリール株式会社（英：AstaReal, Inc.）は、東京都港区に本社を置き、アスタキサンチンを中心とした栄養科学に関する研究開発や、健康食品の販売を行う企業である。アスタリール・グループとして米国・スウェーデンにも拠点が存在する。

## 概略
富士化学工業株式会社を母体とし、1946年に創業。
天然アスタキサンチンの原料となるヘマトコッカス藻の工業的生産に世界で初めて成功。その後もアスタキサンチンの臨床・技術的研究を続けつつ、健康食品の開発・販売を展開している。
アスタキサンチンのサプリメントは一般用のほか、医療機関にも提供を行っており、食品・サプリメントの製造会社に向けては商品開発の支援も行っている。

## 沿革
- 1946年（昭和21年） - アスタリール・グループの設立母体である富士化学工業株式会社が富山県中新川郡上市町にて創業。
- 1994年（平成6年）   - アスタカロテン社（後に富士化学工業が買収）が天然アスタキサンチンの原料となるヘマトコッカス藻の工業的生産に世界で初めて成功。
- 2014年（平成26年） - 米国ワシントン州に第2工場を設立。米国でのリテール販売を本格始動。
- 2015年（平成27年） - 東南アジアをカバーする販社をシンガポールに設立。
- 2016年（平成28年） - インド、オーストラリアに販社を設立し、現地営業活動を開始。